# جاك دي بيلي
جاك دي بيلي (بالفرنسية: Jacques de Billy)‏ هو رياضياتي وعالم فلك فرنسي، ولد في 18 مارس 1602 في كومبيين في فرنسا، وتوفي في 14 يناير 1679 في ديجون في فرنسا.